# Paul Gmünder
Paul Gmünder (* 7. Februar 1891 in St. Chrischona (BS); † 12. Februar 1984 in Bern) war ein Schweizer Kunstmaler.

## Leben und Werk
Paul Gmünder war das sechste von insgesamt zehn Kindern des Predigers Johannes Gmünder und seiner Frau Anna Maria geb. Schmid. 1892 zog die Familie in den Thurgau nach Mattwil, 1901 nach Ebnat-Kappel (SG). 1907 trat Gmünder eine Lehrstelle als Stickereizeichner in der Firma J. P. Locher & Cie. in St. Gallen an. Weil die Firma aber bereits 1908 Bankrott ging, wechselte er an die Zeichnungsschule des Industrie- und Gewerbemuseums St. Gallen. 1911 erwarb er das Diplom als Stickereizeichner. Gmünder fand eine Stelle als Zeichner bei Max Reichmann in Berlin. Daneben pflegte er das Studium klassischer Werke in Berlins Museen und den Besuch von Aktzeichenkursen. Er war fasziniert von der Weltoffenheit des Grossstadtlebens, sehr zum Leidwesen des strengen Prediger-Vaters, der für seinen Sohn moralischen Schaden befürchtete. Nach der Rückkehr aus Berlin liess sich Paul Gmünder von 1914 bis 1916 am Seminar Muristalden in Bern zum Primarlehrer ausbilden. Anschliessend begann er die Ausbildung zum Zeichnungslehrer an der Kunstgewerbeschule Bern. 1918 erfolgte der Wechsel an die Kunstgewerbeschule Basel. Gmünder belegte Kurse in Porträtzeichnen, Ölmalerei, Radierung, Lithographie und bei Otto Meyer Bildhauerei.
1919 schloss er mit dem Zeichenlehrerdiplom ab.
Gmünder lernte seine zukünftige Gattin kennen, die Musikstudentin Martha Schmied aus dem Elsass, die bei derselben Vermieterin eine Mansarde bewohnte. 1921 heirateten die beiden. Es wurden dem Paar nach und nach vier Kinder geschenkt.
Von 1921 bis 1929 unterrichtete er als Dorfschulmeister in der Gemeinde Linden (BE), wo zahlreiche Porträts von Menschen der bäuerlichen Umgebung und des familiären Umfeldes entstanden. 1926 unternahm Gmünder eine Kunst- und Studienreise nach Italien. Er verbrachte einige Zeit in Sorrent im Haus des russischen Schriftstellers Maxim Gorki, wo seine Schwester Hulda als Hausangestellte arbeitete.
1929 während einer schweren Lungenentzündung wurde Gmünder klar, dass er den Lehrerberuf aufgeben und sein Leben künftig ganz der Kunst widmen wollte: Ich lag mit 40 Grad Fieber tief in den Federn, mein Geist fieberte, und ich sah nur noch Farben. Mir wurde leicht wie einem Schmetterling. Nun wusste ich, dass ich mein Leben fortan der Kunst weihen würde. Als ich fieberfrei wurde, war das Entscheidende geschehen.
Obwohl seine Gattin kurz vor der Entbindung des vierten Kindes stand, war sie einverstanden. Gmünder wagte den Schritt und kündigte die Lehrerstelle. Die Familie zog nach Hünibach am Thunersee, wo er sein erstes Atelier in einer Schreinerwerkstatt bezog. 1933 siedelte die Familie nach Thun über. Da Gmünder in den Anfangsjahren noch nicht etabliert war, leistete seine Ehefrau mit Geigenunterricht einen wesentlichen Beitrag zum materiellen Überleben der sechsköpfigen Familie.
1934 wurde Gmünder in den Wirtschaftsbund bildender Künstler (WBK) aufgenommen, aus dessen Beziehungsnetz sich unter anderem Aufträge für Illustrationen, Titelblätter von Zeitschriften und Kalender ergaben (Ringiers Unterhaltungsblätter, Leben und Glauben, Blaukreuz-Kalender usw.). Am 25. Dezember 1936 erhielt er die Chance, Albert Schweitzer in dessen Wohnung in Lausanne zu porträtieren.
1939 wurde Gmünder zum Aktivdienst in der Gebirgsbrigade eingezogen, wo er sich bereits nach kurzer Zeit als Maler betätigen durfte. In der Folge entstanden Porträts von Soldatenkollegen und höheren Militärs sowie grafische Arbeiten wie Logos und Briefmarken.
1942 wurde er in die Gesellschaft Schweizerischer Maler und Bildhauer (GSMBA) aufgenommen.
1953 wurde ein Künstlerhaus an der Freienhofgasse 7 in Thun eingeweiht, in dem während 25 Jahren eine Ateliergemeinschaft mit den Künstlern Paul Gmünder, Etienne Clare, Hans Ittig und Knud Jacobsen gelebt wurde. 1958 eröffnete der Galerist Emil von Gunten mit den Künstlern der Freienhofgasse die Galerie Aarequai.
Am 12. Februar 1984 verstarb Paul Gmünder nach kurzer Krankheit, fünf Tage nach seinem 93. Geburtstag, im Spital Tiefenau in Bern.

## Ausstellungen (Auswahl)
- 2025: Galerie Hodler, Thun
- 2012: Kunstsammlung Hans & Marlis Suter; Höchhus, Steffisburg
- 2001: Das Atelierhaus Freienhofgasse 7; Galerie Rosengarten, Thun
- 1997: Galerie Rosengarten, Thun
- 1996: Gedenkausstellung und Buchvernissage; Galerie Rosengarten, Thun
- 1981: Paul Gmünder; Katalog mit Einführung von Hans Suter; Kunstsammlung der Gemeinde Steffisburg
- 1971: Paul Gmünder; Katalog mit Vorwort von P. L. Ganz; Schloss Schadau, Thun
- 1970: Galerie Aarequai, Thun
- 1967: Galerie Atelier-Theater, Effingerstrasse 14, Bern
- 1966: Von Kindern und Blumen, Paul Gmünder; Gemeindehaus, Davos-Dorf
- 1962: Munot-Galerie, Schaffhausen
- 1955: Galerie Sherpa, O. Schweizer, Bern